# Thể thao dưới nước tại Đại hội Thể thao Đông Nam Á 1997
Thể thao dưới nước tại Đại hội Thể thao Đông Nam Á năm 1997 được tổ chức từ ngày 11 đến 16 tháng 10 năm 1997 tại Trung tâm Thể thao dưới nước Senayan (Senayan Aquatic Centre), Jakarta, Indonesia. Giải đấu bao gồm bốn môn: bơi lội, lặn, bóng nước, và lần đầu tiên có sự góp mặt của môn bơi nghệ thuật (synchronised swimming) trong lịch sử SEA Games.
Môn bơi lội diễn ra với đầy đủ các nội dung cá nhân và tiếp sức cho cả nam và nữ, trải dài từ các cự ly ngắn như 50 m tự do cho đến 1500 m tự do nam và 800 m nữ, cùng với các kiểu bơi ngửa, ếch, bướm, hỗn hợp và tiếp sức. Môn nhảy cầu có các nội dung chính gồm nhảy cầu mềm 3 m và nhảy cầu cứng 10 m cho cả nam và nữ. Môn bóng nước chỉ tổ chức nội dung đồng đội nam với thể thức thi đấu vòng tròn một lượt. Singapore tiếp tục là đội tuyển mạnh nhất, giành huy chương vàng. Indonesia giành huy chương bạc, và Philippines đoạt huy chương đồng.
Bơi nghệ thuật (Synchronised Swimming) lần đầu tiên được đưa vào chương trình thi đấu tại SEA Games có 2 nội dung thi đấu là đơn nữ và đôi nữ.
Đoàn thể thao Thái Lan tiếp tục thống trị các môn thể thao dưới nước khi giành được 17 tấm huy chương vàng, nhất toàn đoàn. Trong khi đó, đoàn chủ nhà Indonesia xếp thứ hai với 11 huy chương vàng.

## Tóm tắt kết quả

### Bơi lội
Nội dung của nam
| Nội dung                   | Vàng                     | Vàng     | Bạc                       | Bạc      | Đồng                      | Đồng     |
| -------------------------- | ------------------------ | -------- | ------------------------- | -------- | ------------------------- | -------- |
| 50 m tự do                 | Richard Sam Bera         | 23.40    | Raymond Papa              | 23.78    | Leslie Kwok               | 23.83    |
| 100 m tự do                | Richard Sam Bera         | 51.84    | Raymond Papa              | 52.07    | Allen Ong Hou Ming        | 52.76    |
| 200 m tự do                | Torlarp Sethsothorn      | 1:52.97  | Raymond Papa              | 1:53.19  | Sng Ju Wei                | 1:53.46  |
| 400 m tự do                | Torlarp Sethsothorn      | 3:58.63  | Torwai Sethsothorn        | 4:01.32  | Dieung Manggang           | 4:02.67  |
| 1500 m tự do               | Torlarp Sethsothorn      | 16:00.39 | Torwai Sethsothorn        | 16.02.21 | Dieung Manggang           | 16:08.87 |
|                            |                          |          |                           |          |                           |          |
| 100 m bơi ngửa             | Raymond Papa             | 56.48    | Alex Lim Keng Liat        | 56.62    | Dulyarit Phuangthong      | 58.15    |
| 200 m bơi ngửa             | Raymond Papa             | 2:00.96  | Alex Lim Keng Liat        | 2:02.89  | Dulyarit Phuangthong      | 2:05.54  |
|                            |                          |          |                           |          |                           |          |
| 100 m bơi ếch              | Elvin Chia Tshun Thau    | 1:04.48  | Ratapong Sirisanont       | 1:04.95  | Kenneth Goh               | 1:05.12  |
| 200 m bơi ếch              | Ratapong Sirisanont      | 2:18.70  | Elvin Chia Tshun Thau     | 2:21.10  | Bryan Choo Chee Wei       | 2:22.36  |
|                            |                          |          |                           |          |                           |          |
| 100 m bơi bướm             | Anthony Ang              | 55.64    | Alex Lim Keng Liat        | 55.67    | Albert Christiadi Sutanto | 55.85    |
| 200 m bơi bướm             | Alex Lim Keng Liat       | 2:02.90  | Albert Christiadi Sutanto | 2:03.67  | Anthony Ang               | 2:03.92  |
|                            |                          |          |                           |          |                           |          |
| 200 m hỗn hợp cá nhân      | Felix Christiadi Sutanto | 2:06.14  | Pathunyu Yimsomruay       | 2:06.76  | Wan Azlan                 | 2:07.80  |
| 400 m hỗn hợp cá nhân      | Ratapong Sirisanont      | 4:29.87  | Pathunyu Yimsomruay       | 4:30.89  | Albert Christiadi Sutanto | 4:32.37  |
|                            |                          |          |                           |          |                           |          |
| 4 × 100 m tiếp sức tự do   | Indonesia                | 3:28.66  | Malaysia                  | 3:32.00  | Singapore                 | 3:32.13  |
| 4 × 200 m tiếp sức tự do   | Thái Lan                 | 7:44.81  | Malaysia                  | 7:48.11  | Indonesia                 | 7:48.97  |
| 4 × 100 m tiếp sức hỗn hợp | Malaysia                 | 3:48.33  | Thái Lan                  | 3:51.48  | Indonesia                 | 3:51.89  |

Nội dung của nữ
| Nội dung                   | Vàng                     | Vàng    | Bạc                      | Bạc     | Đồng                  | Đồng    |
| -------------------------- | ------------------------ | ------- | ------------------------ | ------- | --------------------- | ------- |
| 50 m tự do                 | Joscelin Yeo Wei Ling    | 27.27   | Moe Thu Aung             | 27.46   | Kathy Echiverri       | 27.73   |
| 100 m tự do                | Joscelin Yeo Wei Ling    | 57.89   | Catherine Surya          | 58.92   | Ravee Intaporn-udom   | 59.15   |
| 200 m tự do                | Ravee Intaporn-udom      | 2:05.33 | Meitri Widya Pangestika  | 2:07.63 | Catherine Surya       | 2:08.08 |
| 400 m tự do                | Ravee Intaporn-udom      | 4:20.95 | Ruthai Santadvathana     | 4:26.06 | Christel Bouvron      | 4:27.47 |
| 800 m tự do                | Ravee Intaporn-udom      | 8:56.88 | Ruthai Santadvathana     | 9:08.49 | Teo Mui Nyee          | 9:12.59 |
|                            |                          |         |                          |         |                       |         |
| 100 m bơi ngửa             | Chonlathorn Vorathamrong | 1:05.78 | Silvy Triana             | 1:06.06 | Kathy Echiverri       | 1:06.58 |
| 200 m bơi ngửa             | Chonlathorn Vorathamrong | 2:20.22 | Silvy Triana             | 2:21.64 | Praphalsai Minpraphal | 2:24.08 |
|                            |                          |         |                          |         |                       |         |
| 100 m bơi ếch              | Rita Mariani             | 1:11.96 | Kathy Echiverri          | 1:13.91 | Joscelin Yeo Wei Ling | 1:14.67 |
| 200 m bơi ếch              | Rita Mariani             | 2:33.34 | May Ooi                  | 2:39.45 | Daphne Teo Zhi Mei    | 2:39.72 |
|                            |                          |         |                          |         |                       |         |
| 100 m bơi bướm             | Catherine Surya          | 1:02.40 | Praphalsai Minpraphal    | 1:03.30 | Elsa Manora           | 1:03.33 |
| 200 m bơi bướm             | Catherine Surya          | 2:15.17 | Duangruthai Thammaphanya | 2:18.76 | Christel Bouvron      | 2:19.14 |
|                            |                          |         |                          |         |                       |         |
| 200 m hỗn hợp cá nhân      | Joscelin Yeo             | 2:19.23 | Ravee Intaporn-udom      | 2:19.70 | May Ooi               | 2:22.34 |
| 400 m hỗn hợp cá nhân      | Ravee Intaporn-udom      | 4:53.30 | Sia Wai Yen              | 5:02.66 | Rita Mariani          | 5:05.97 |
|                            |                          |         |                          |         |                       |         |
| 4 × 100 m tiếp sức tự do   | Indonesia                | 3:56.54 | Singapore                | 3:58.14 | Thái Lan              | 3:58.20 |
| 4 × 200 m tiếp sức tự do   | Thái Lan                 | 8:29.89 | Indonesia                | 8:32.86 | Singapore             | 8:53.19 |
| 4 × 100 m tiếp sức hỗn hợp | Indonesia                | 4:19.23 | Thái Lan                 | 4:24.44 | Singapore             | 4:25.41 |

### Nhảy cầu
| Nội dung          | Vàng               | Vàng   | Bạc                    | Bạc    | Đồng                   | Đồng   |
| ----------------- | ------------------ | ------ | ---------------------- | ------ | ---------------------- | ------ |
| Cầu mềm 3 m nam   | Suchat Pichi       | 477.25 | Husaini Noor           | 467.16 | Temmy Kusumah          | 443.52 |
| Cầu cứng 10 m nam | Suchat Pichi       | 619.00 | Husaini Noor           | 556.75 | Yeoh Ken Nee           | 535.95 |
|                   |                    |        |                        |        |                        |        |
| Cầu mềm 3 m nữ    | Sukrutai Tommaoros | 650.79 | Nani Suryani Wulansari | 640.71 | Eka Purnama Indah      | 634.17 |
| Cầu cứng 10 m nữ  | Sukrutai Tommaoros | 465.48 | Shenny Ratna Amelia    | 462.27 | Nani Suryani Wulansari | 441.93 |

### Bơi nghệ thuật
| Event  | Vàng                                  | Vàng    | Bạc                                  | Bạc     | Đồng                        | Đồng    |
| ------ | ------------------------------------- | ------- | ------------------------------------ | ------- | --------------------------- | ------- |
| Đơn nữ | Jacqueline Chan                       | 151.670 | Titisari Tyas                        | 148.494 | Lenny Puspita               | 141.684 |
| Đôi nữ | Indonesia Titisari Tyas Lenny Puspita | 78.932  | Malaysia Jacqueline Chan Jessie Wong | 76.397  | Thái Lan Pongsarak Roysuwan | 57.997  |

### Bóng nước
| Nội dung | Vàng      | Bạc       | Đồng        |
| -------- | --------- | --------- | ----------- |
| Nam      | Singapore | Indonesia | Philippines |

## Bảng huy chương
| Hạng               | Đoàn               | Vàng | Bạc | Đồng | Tổng số |
| ------------------ | ------------------ | ---- | --- | ---- | ------- |
| 1                  | Thái Lan (THA)     | 17   | 12  | 6    | 35      |
| 2                  | Indonesia (INA)    | 11   | 12  | 11   | 34      |
| 3                  | Malaysia (MAS)     | 5    | 8   | 7    | 20      |
| 4                  | Singapore (SIN)    | 4    | 2   | 12   | 18      |
| 5                  | Philippines (PHI)  | 2    | 4   | 3    | 9       |
| 6                  | Myanmar (MYA)      | 0    | 1   | 0    | 1       |
| Tổng số (6 đơn vị) | Tổng số (6 đơn vị) | 39   | 39  | 39   | 117     |